# Asbaggar
Asbaggar (Silphidae) är en familj av medelstora, 9 till 35 millimeter långa, platta skalbaggar i underordningen allätarbaggar. Hittills är cirka 400 arter kända som vanligtvis förekommer i tempererade regioner. I Sverige är 24 arter kända .
Dessa skalbaggar har en utplattad och skarpkantad halssköld, klubblika antenner, 5-ledade tarser (benlemmar) och starkt utstående, kägelformiga framfötter. De flesta hithörande arterna lever på as och utmärkas av utomordentligt fint luktsinne, som tillåter dem att långväga ifrån vädra och uppsöka döda djurkroppar.
Andra arter jagar snäckor eller livnär sig av växtdelar. Till exempel betraktas arterna av släktet Aclypea som skadedjur på betor. Släktets medlemmar är däremot allätare.

## Taxonomi
Familjen delas i två underfamiljer med tillsammans 10 släkten:
- Nicrophorinae
  - Nicrophorus
- Silphinae
  - Ablattaria
  - Aclypea
  - Dendroxena
  - Heterotemna
  - Necrodes
  - Oiceoptoma
  - Phosphuga
  - Silpha
  - Thanatophilus